# Ukri socken
Ukri socken (lettiska: Ukru pagasts) är ett administrativt område i Auce kommun i Lettland.